# Koščej
Kašèj o Koščej l'immortale (in russo Кощей Бессмертный?, Koščej Bessmertnyj) è un personaggio malvagio della mitologia slava, normalmente rappresentato come un uomo anziano, emaciato, dall'aspetto sgradevole, ricchissimo, ma molto avaro, che cerca sempre di concupire qualche giovane ragazza.
Nel russo parlato si dice «magro come Koščej» oppure «avaro come Koščej».
Il passatempo preferito di Koščej è custodire e ammirare il suo oro nei bauli. È detto «l'immortale» perché non può essere ucciso se non viene prima distrutta la sua anima, che però tiene separata dal corpo e ben nascosta dentro un ago, all'interno di un uovo, dentro un'anatra nascosta all'interno di una lepre rinchiusa in una sacca di pelle, che sta dentro una cesta di ferro sepolta ai piedi di una grande quercia nella favolosa isola di Bujan in mezzo al vasto oceano. Può inoltre  trasformarsi in un drago ed è l'equivalente maschile della strega Baba Jaga.
Si ritiene che la figura di Koščej possa aver avuto origine dalla demonizzazione del khan Konchak, comandante dei Cumani nella seconda metà del XII secolo citato nel Canto della schiera di Igor.

## Nella cultura di massa
Nel romanzo Lunedì inizia sabato dei fratelli Strugackij (1965), Koščej è trattenuto nel vivarium dell'Istituto di ricerca su magia e stregoneria di Solovets: «Mi soffermai vicino a Koščei il Senza Morte. Il grande mascalzone abitava in una gabbia separata e confortevole, con tappeti, impianto di condizionamento dell’aria e scaffali per libri. Alle pareti della gabbia erano appesi i ritratti di Gengis Khan, Himmler, Caterina de’ Medici, uno dei Borgia e un altro… probabilmente Goldwater o McCarthy. Koščei in persona, con le gambe incrociate, stava di fronte a un grande leggio con una copia offset del Malleus Maleficarum. Allo stesso tempo faceva degli sgradevoli movimenti con le lunghe dita: come se stesse avvitando, infiggendo e strappando qualcosa.
Era trattenuto in carcerazione preventiva infinita fin tanto che erano in corso le infinite indagini sui suoi infiniti crimini (...)».